# Begonia nobmanniae
Espèce
Begonia nobmanniae est une espèce de plantes de la famille des Begoniaceae.
Elle a été décrite en 2011 par Daniel C. Thomas et Wisnu H. Ardi.